# Castitate

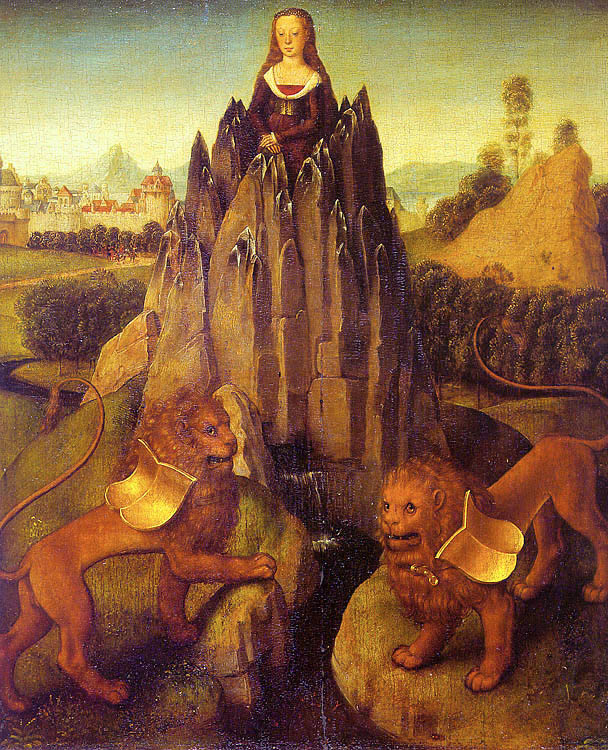
Alegorie a castității de Hans Memling

Castitatea este comportamentul sexual al unui bărbat sau al unei femei acceptabil potrivit standardelor și orientărilor morale ale culturii, civilizației sau religiei lor. În lumea occidentală, termenul a devenit strâns asociat (și este adesea folosit alternativ) cu abstinența sexuală, mai ales înainte de căsătorie.